# Barcidi
Barcidi furono chiamati i componenti di una famiglia tra le più in vista dell'aristocrazia dell'antica Cartagine. Grandissima nemica di Roma, la famiglia si distingue dal soprannome di Amilcare, detto "Barak" (poi tradotto in "Barca"), ovvero "folgore", "fulmine", per le sue qualità di condottiero di eserciti e di politico decisionista. Secondo un'altra interpretazione il nome di Barca deriverebbe da "Baruk" ovvero "il benedetto" a indicare una particolare protezione da parte degli Dei. "Barca" non è quindi un cognome vero e proprio che, come nell'uso romano, sta ad indicare una famiglia o una gens. A quanto pare l'uso del termine "Barcide" è stato introdotto dagli studiosi per motivi di uso comune e, forse banalmente, poter evitare ripetizioni a volte cacofoniche.

## Origini della famiglia cartaginese

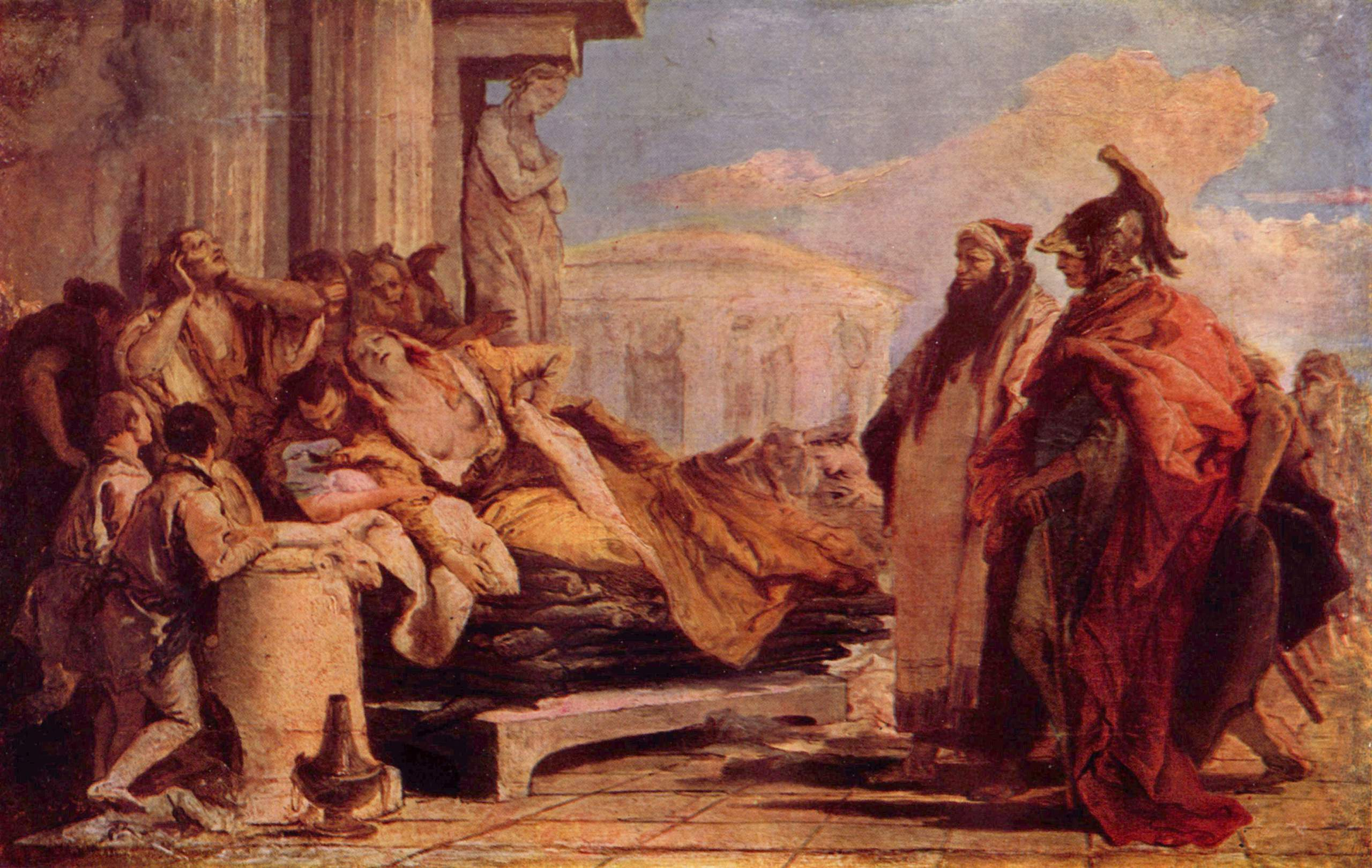
Morte di Didone (di Giambattista Tiepolo)

Nell'Eneide, Virgilio fa provenire la discendenza di Amilcare Barca direttamente da Didone: la semi-leggendaria fondatrice di Cartagine che si suicidò dopo l'abbandono di Enea promettendo eterno odio ai suoi discendenti (i Romani). Gli storici moderni, viceversa, ritengono che la famiglia fosse di umili origini. Sfortunatamente, a causa della completa distruzione della città da parte delle legioni di Scipione Emiliano al termine della Terza guerra punica le possibilità di risalire alle sue vere origini sono praticamente inesistenti.
I Barcidi disponevano di alcuni possedimenti terrieri in Byzacena, sfruttati da Annibale dopo la Seconda guerra punica.
Quali che fossero queste origini, nel corso del III secolo a.C. i Barcidi si ponevano come una delle famiglie più in vista nell'agone politico e militare cartaginese, i maggiori esponenti del partito anti-romano all'interno dell'oligarchia della città, i proponenti di una politica di sempre maggiore espansione commerciale e coloniale nel Mar Mediterraneo. Questa politica fu dai Barcidi sviluppata in contrasto con il partito di Annone teso alla pace con Roma, allo sviluppo agricolo e all'espansione verso l'interno dell'Africa. 
Dalla visione politica di Amilcare Barca derivò la sua influente e importante presenza militare nella Sicilia squassata dalla Prima guerra punica nonché la preparazione, lo scatenarsi e la partecipazione alla Seconda guerra punica.
Base economica della preparazione alla Seconda guerra punica fu la conquista di vasti territori in Spagna e la fondazione di svariate città. Ricordiamo qui Barcellona, che già ricalca il soprannome di Amilcare, e Cartagena, che fu fondata con il nome di Karth Hadash (cioè Carthago Nova) e fu la capitale dell'impero coloniale Barcide in Spagna.

## Personaggi più famosi della famiglia
I più conosciuti componenti della famiglia sono:
- Amilcare Barca (? - 228 a.C.) Fu uno dei comandanti delle forze di terra durante la Prima guerra punica. Da Erice la fortezza punica diresse la difesa di Drepanum e di Lilibeo e in seguito difese Palermo. Anche se il suo apporto militare non si rivelò decisivo per la condotta della guerra, Amilcare non fu mai sconfitto. La sua capacità militare lo fece nominare, al posto dello screditato Annone, generale delle forze cartaginesi durante la guerra dei mercenari che si sviluppò nei tre anni successivi al termine della guerra con Roma e che portò a termine con successo.

Propugnatore della ripresa delle ostilità con Roma e messo in minoranza all'interno del "senato" cartaginese, Amilcare con un esercito di mercenari e qualche volontario partì per la Spagna accompagnato dal genero Asdrubale (Maior) e dai figli Annibale e Asdrubale (Barca) ancora bambini. La campagna, durata anni fu estremamente redditizia per Amilcare e per Cartagine e gettò le basi economiche per la successiva invasione dell'Italia da parte di Annibale.
Amilcare non riuscì a portare veramente a termine la sua impresa poiché annegò, nel 228 a.C., attraversando un fiume durante la ritirata al termine di una battaglia sfortunata. Alla guida delle forze Cartaginesi gli successe il genero, Asdrubale.
- Asdrubale Maior (?-221 a.C.), Il genero di Amilcare seguì il suocero nella campagna contro i governanti di Cartagine alla fine della Prima guerra punica e nella successiva campagna per la conquista della Spagna. Alla morte di Amilcare nel 228 a.C. gli succedette nella conduzione delle forze cartaginesi ebbe un grande successo nell'estendere i territori controllati dai punici e nel consolidare le acquisizioni di Amilcare.

Fu il fondatore di Cartagine Nova, la capitale della appena conquistata provincia. Sempre Asdrubale riuscì a strappare a Roma, impegnata con i Galli della Pianura Padana e, conseguentemente della Provenza, il trattato che stabiliva nell'Ebro il confine fra le sfere di influenza romana e cartaginese in terra iberica. Questa definizione del confine, che poneva in territorio cartaginese la città di Sagunto alleata a Roma, diede ad Annibale la possibilità di scatenare la Seconda guerra punica.
Asdrubale morì nel 221 a.C. per mano di un Celta a causa di una controversia per una donna. Ma furono registrate voci che indicavano come mandante Annibale, il figlio maggiore di Amilcare, adorato dalle truppe e desideroso di iniziare la campagna contro Roma.

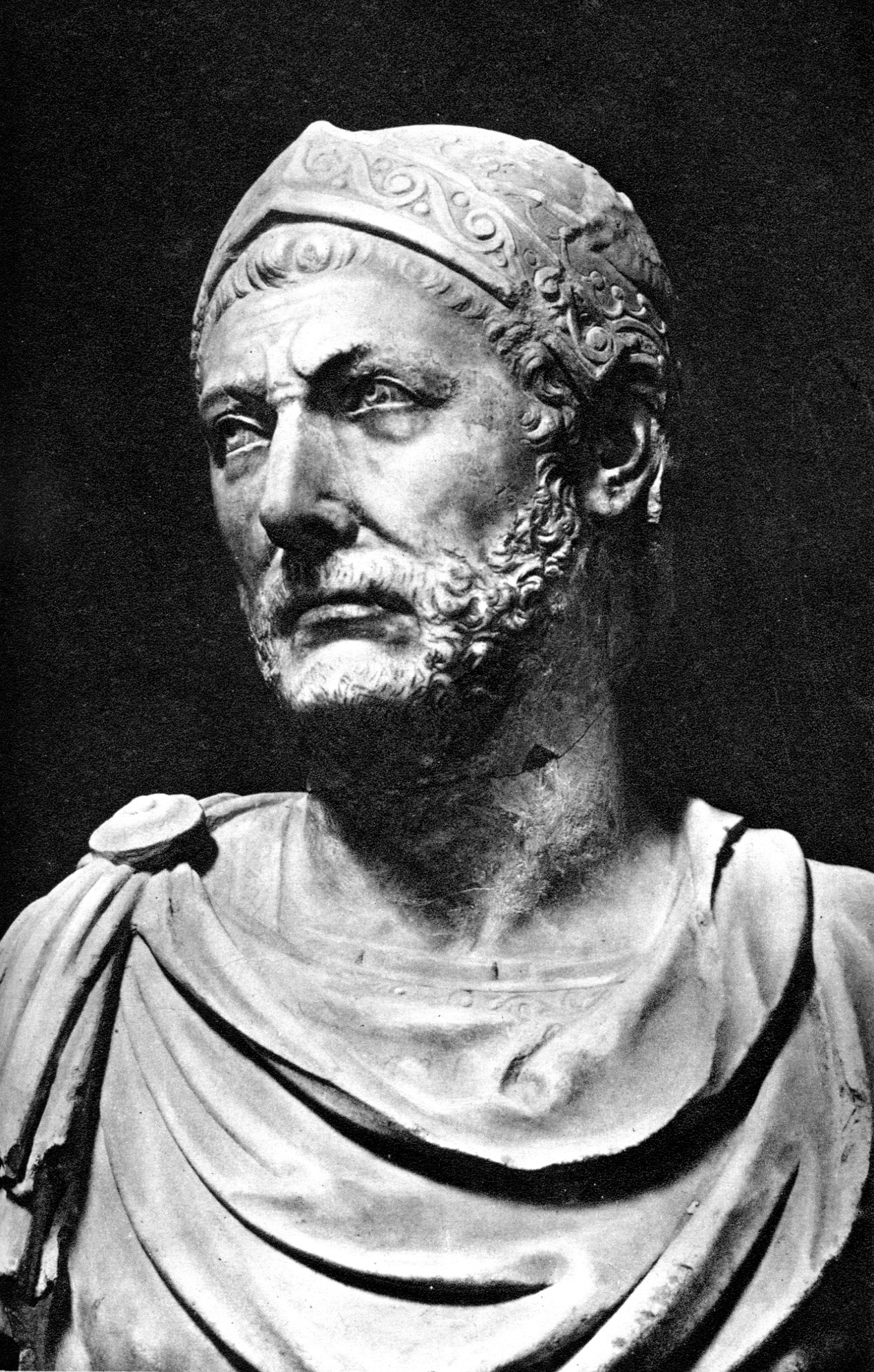
Annibale Barca

- Annibale (247 a.C. - 182 a.C.) (il nome significa Dono di Baal). Figlio maggiore di Amilcare, prese il comando delle forze cartaginesi in Spagna alla morte di Adrubale maior. Famosissimo per i suoi risultati nella Seconda guerra punica, da lui stesso scatenata. Famosissimo per la traversata delle Alpi e per le tremende sconfitte che da lui subirono le legioni di Roma nelle prime battaglie: battaglia della Trebbia (218 a.C.), battaglia del lago Trasimeno (217 a.C.), battaglia di Canne (216 a.C.) e in molteplici scontri minori. L'attacco di Publio Cornelio Scipione a Cartagine costrinse Annibale al ritorno in Africa nel 204 a.C. dove avvenne la battaglia di Zama nel 202 a.C. che segnò la fine della Seconda guerra punica.

Dopo la fine della guerra, Annibale guidò Cartagine per parecchi anni cercando di ripararne le devastazioni, fino a quando i Romani non lo forzarono all'esilio nel 195 a.C. Annibale si rifugiò quindi dal re Seleucide Antioco III in Siria dove continuò a propugnare guerre contro Roma. Nel 189 a.C. Antioco III fu sconfitto dai Romani e Annibale dovette ricominciare la fuga, questa volta presso il re Prusia I in Bitinia. Quando i Romani chiesero a Prusia la sua consegna, Annibale preferì suicidarsi. Era il 182 a.C.
- Asdrubale Barca (?-207 a.C.) Secondo figlio di Amilcare, rimase in Spagna per difendere le conquiste cartaginesi dalle ribellioni degli ispanici e dalle forze romane inviate per mantenere quel fronte. Dopo alcuni successi contro i fratelli Publio e Gneo Scipione, Asdrubale dovette cedere alla forza e alla bravura di Publio Cornelio Scipione (poi Africano) che costrinse i cartaginesi ad abbandonare le conquiste spagnole nelle mani dei romani. Asdrubale arrivò in Italia per portare aiuto al fratello Annibale che non riusciva a sferrare l'attacco decisivo a Roma ma, sulle sponde del fiume Metauro venne sconfitto e ucciso. La sua testa, prova della sua morte, fu fatta rotolare nel campo di Annibale.

- Magone Barca (243 a.C. - 203 a.C.) terzo figlio di Amilcare partecipò a buona parte delle battaglie in Spagna, compresa quella definitiva di Ilipa che segnò la fine del dominio cartaginese. Partecipò anche alla campagna di Annibale in Italia comandando il decisivo agguato della cavalleria nella battaglia della Trebbia, fiancheggiò Annibale nella battaglia di Canne e partecipò alla redazione del trattato fra Annibale e il re Filippo V di Macedonia. Quando il fratello maggiore fu costretto a tornare in Africa, venne inviato a reclutare truppe celtiche nella Gallia Cisalpina. Sconfitto dai romani, ferito e costretto alla fuga, morì in mare durante il ritorno a Cartagine.

- Si dice sia esistito un "quarto figlio" di Amilcare, del quale comunque nulla si conosce. Sempre notizie non controllate affermano che morì in tenera età, forse perfino sacrificato, come ancora accadeva, agli dèi di Cartagine nei momenti di grande difficoltà.

- Probabilmente del tutto inventata la storia del "Figlio di Annibale" che Silio Italico riporta nel suo poema Punica scritto verso la fine del I secolo d.C. Dal verso 760 al verso 829 del Libro IV, Silio Italico narra del tentativo di Annone di uccidere il figlio che Annibale aveva avuto da Imilce, la moglie di origine iberica che aveva inviato a Cartagine quando era partito per assalire Roma. Nel poema Annone, grande rivale politico dei Barcidi, cerca di far immolare il bimbo agli dèi, consuetudine punica variamente ammessa o respinta dagli storici ma oggi, sulla base di recenti ritrovamenti nel Tophet di Cartagine, ritenuta reale. Annibale, informato e lasciato decidere (con sommo terrore della madre convinta che il marito sarebbe stato disposto a tutto pur di ottenere la vittoria) permette che il bimbo viva promettendo in cambio molto sangue romano. Pochi giorni dopo, sempre nel poema di Silio Italico, il console Flaminio e le sue legioni saranno sterminati nella battaglia del lago Trasimeno.